# Koen Koch

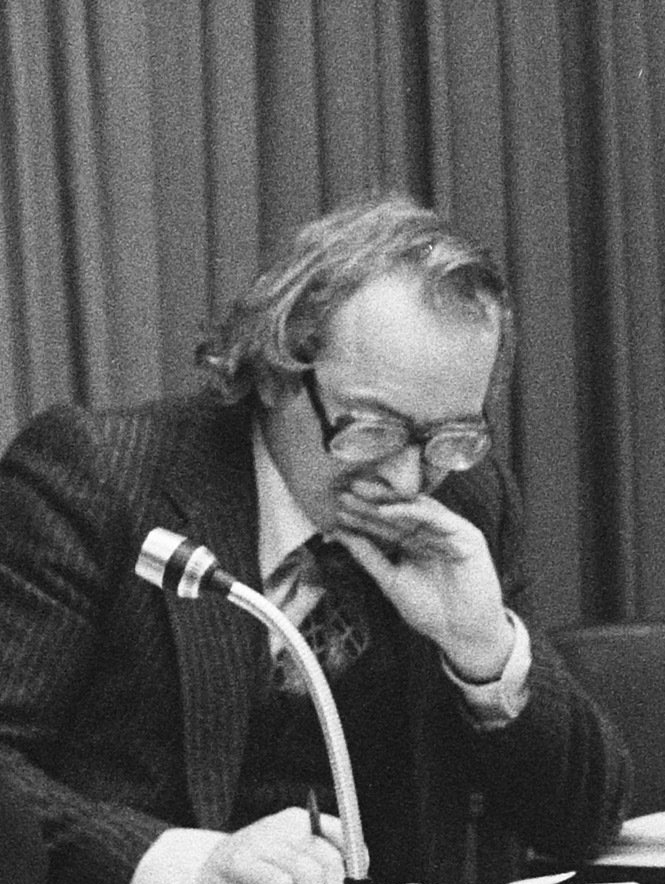
Koen Koch in 1979

Koen Koch (Amsterdam, 30 juni 1945 - aldaar, 21 januari 2012) was een Nederlandse politicoloog, historicus en bijzonder hoogleraar en universitair docent aan diverse universiteiten met als specialisatie internationale betrekkingen en onderwerpen rond de Eerste Wereldoorlog. Hij organiseerde diverse reizen in het kader van die laatste interesse.
Koch studeerde algemene politieke en sociale wetenschappen aan de Universiteit van Amsterdam, en werkte daarna aan de universiteiten van Utrecht en Rotterdam. In 1989 verkaste hij naar Leiden, waar hij aan de slag ging bij het Instituut voor Politieke Wetenschap. Vanaf 1994 bekleedde hij daar de Jean Monnet Chair in Political and Administrative Studies of European Integration. In 1999 werd hij benoemd tot hoogleraar internationale betrekkingen, met bijzondere aandacht voor veranderings- en integratieprocessen in Europa.
Koch was in zijn jonge jaren redacteur van het studentenblad Propria Cures (1970-1972); later schreef hij columns in diverse Nederlandse kranten.

## Boeken
- 2004 Ooggetuigen van de Eerste Wereldoorlog samen met fotograaf Wim van de Hulst
- 2006 De Slag van de Somme 1916
- 2007 De Derde Slag bij Ieper 1917
- 2010 Een kleine geschiedenis van de Grote Oorlog 1914-1918

- Bibliothèque nationale de France: cb13529807n (data)
- Digitale Bibliotheek voor de Nederlandse Letteren: koch019
- Gemeinsame Normdatei: 171761170
- International Standard Name Identifier: 0000 0000 3699 9005
- Library of Congress Control Number: n93072361
- Nederlandse Thesaurus van Auteursnamen: 073453250
- Virtual International Authority File: 76474933
- WorldCat: E39PBJwCY97jxbQJYwFYf9JCcP